# Намывные территории

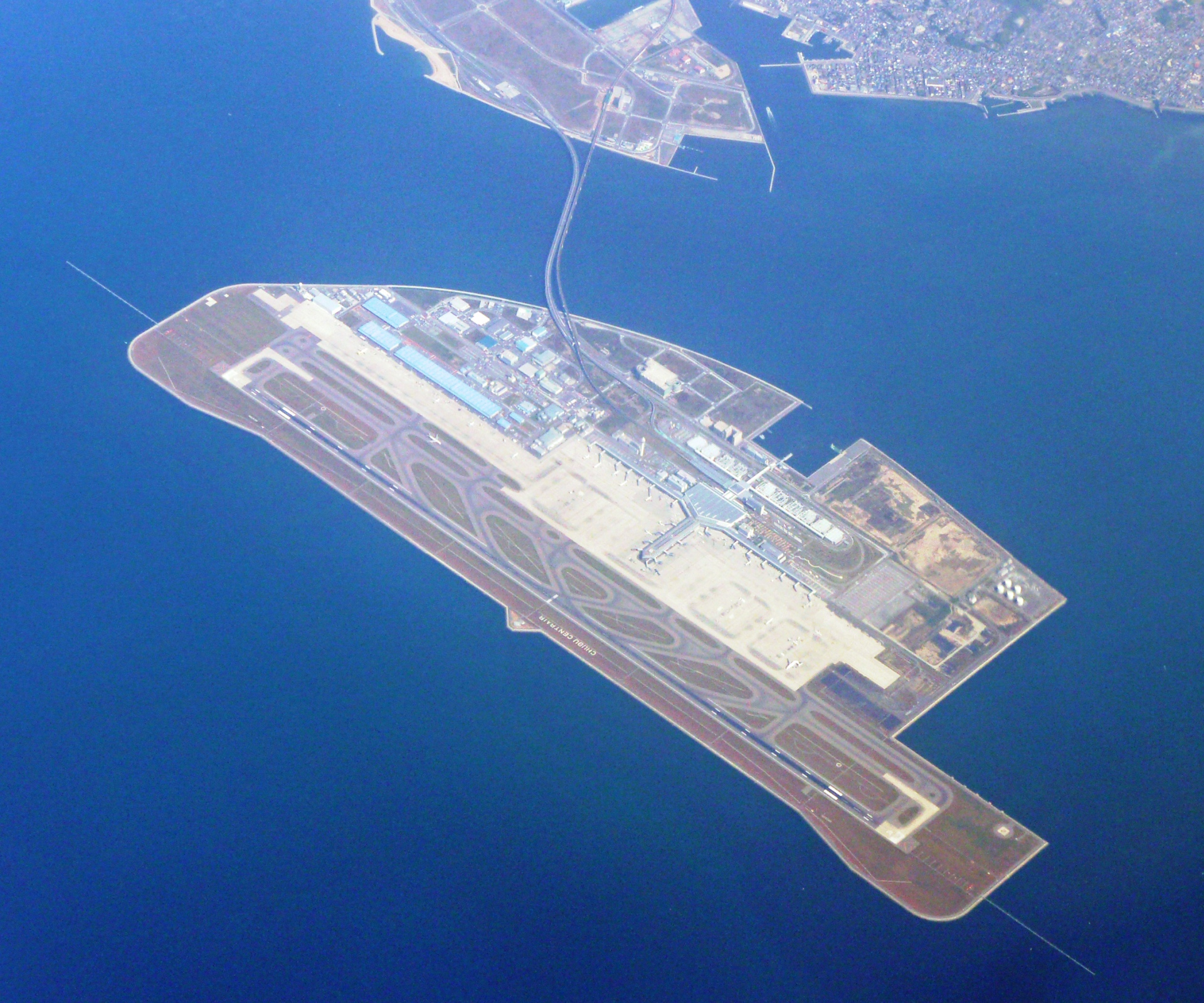
Международный аэропорт Тюбу построен на искусственном острове.

Намывные территории — территории, созданные путём намыва. Общее значение подразумевает намыв как искусственный, так и природный (например, коса), однако в настоящее время под этим термином преимущественно подразумевается именно искусственный намыв, а также насыпка новых территорий и различных гидротехнических сооружений (например, дамб, плотин, и пр.) в акватории водоёмов (океанов, морей, рек, озёр и так далее). Намывные территории часто используются для строительства промышленных предприятий и транспортной инфраструктуры. К основным проблемам, связанным с намывными территориями, относятся экологические проблемы, нарушение устоявшейся экосистемы и природоохранные вопросы.
В Российской Империи и Советском Союзе множество намывных территорий создавалось вдоль западной границы Ленинграда, где простирались затопляемые территории и мелководье Невской губы. Это делалось с целью увеличения полезной площади как самого города, так и его пригородов в юго-западной части города. При строительстве Морского канала и морского торгового порта в конце XIX — начале XX вв. и последующих работах засыпались мелкие протоки дельты Невы и объединялись острова Гутуевский, Вольный (Круглый) и Большой Резвый. С конца 1960-х годов намывные территории в Ленинграде создавались в Лахтинской низине и юго-восточном углу Невской губы. При подготовке территорий для намыва необходимым шагом было осушение, а также снятие слоя торфа и создание отводных и защитных каналов. Дополнительный песчаный грунт производился из подводных карьеров Невской губы и Лахтинского разлива. Для защиты от повторного затопления мелководья предварительно обваловывались. Таким технологическим приёмом в результате намыва грунта на отмели Белая создан искусственный Белый остров в устье Большой Невы. На этом острове построили очистные сооружения. Также на намывных территориях находится часть Стадиона имени С. М. Кирова. Жилой массив на намывных территориях включает западную оконечность Васильевского острова.